# Бедренец горичниколистный
Бе́дренец горичниколистный (лат. Pimpinella peucedanifolia) — многолетнее травянистое растение, вид рода Бедренец (Pimpinella) семейства Зонтичные (Apiaceae).

## Распространение и экология
Ареал вида охватывает Закавказье.
Произрастает в горных дубовых лесах, на открытых склонах и скалах до высоты 2400 м над уровнем моря.

## Биологическое описание
Все растение в нижней половине тонко-шероховато-опушённое, лишь наверху почти голое. Корневая шейка густо одета волокнистыми бурыми остатками отмерших черешков листьев. Стебли высотой 35—90 см, тонкие, ветвистые.
Прикорневые листья на длинных черешках, в очертании яйцевидно-продолговатые, дваждытройчато-перистые, доли последнего порядка узколинейные, линейно-продолговатые или ланцетовидные, острые, по краям завороченные или плоские, цельнокрайные или наверху трехзубчатые, длиной 1—4 см, шириной 0,5—3 мм. Стеблевые — более мелкие и менее рассечённые, самые верхние редуцированные до одних, несколько окрашенных и постепенно заострённых, влагалищ.
Зонтики  в поперечнике 2,5—4 см, с 5—8(17) неодинаковыми по длине, тонкими, голыми или опушёнными, округлыми лучами; обёртки нет или она однолистная, обёрточка отсутствует; зонтички в поперечнике 1,5—2 мм, с 9—12 цветками; лепестки белые или слегка розовые, голые.
Плоды яйцевидные, гладкие, с тремя выступающими спинными ребрами, длиной 3—4 мм, шириной 1,5 мм.

## Классификация

### Таксономия[1]
Pimpinella peucedanifolia Fischer ex Ledeb., 1844, Fl. Ross. 2: 256
Бедренец горичниколистный относится к роду Бедренец (Pimpinella) семейства Зонтичные (Apiaceae) порядка Зонтикоцветные  (Apiales). Кладограмма в соответствии с Системой APG IV:
|  |                                      |  |                                   |                                   |                     |  | ещё 6 семейств | ещё 6 семейств |                           |  |  |  | еще 171 подтвержденный и 73 в статусе "непроверенных" видов и инфравидовых таксонов |
|  |                                      |  |                                   |                                   |                     |  | ещё 6 семейств | ещё 6 семейств |                           |  |  |  | еще 171 подтвержденный и 73 в статусе "непроверенных" видов и инфравидовых таксонов |
|  |                                      |  |                                   | порядок Зонтикоцветные            |                     |  |                |                | род Бедренец              |  |  |  |                                                                                     |
|  |                                      |  |                                   | порядок Зонтикоцветные            |                     |  |                |                | род Бедренец              |  |  |  |                                                                                     |
|  | отдел Цветковые, или Покрытосеменные |  |                                   |                                   | семейство Зонтичные |  |                |                | Бедренец горичниколистный |  |  |  |                                                                                     |
|  | отдел Цветковые, или Покрытосеменные |  |                                   |                                   | семейство Зонтичные |  |                |                |                           |  |  |  |                                                                                     |
|  |                                      |  | ещё 63 порядка цветковых растений | ещё 63 порядка цветковых растений |                     |  |                | ещё 447 родов  | ещё 447 родов             |  |  |  |                                                                                     |
|  |                                      |  |                                   | ещё 63 порядка цветковых растений |                     |  |                |                | ещё 447 родов             |  |  |  |                                                                                     |